# Sibylle de Guînes
Sibylle dite Rose, née vers 1110 et morte vers 1137, est fille de Manassès Ier de Guînes dit Robert et Emma d'Arques. Seul enfant légitime de Manassès, elle est héritière du comté de Guînes.

## Biographie
Sibylle de Guînes a eu une courte vie : elle meurt immédiatement après avoir mis au monde son premier enfant. Elle est enterrée dans l'abbaye de la Capelle (située sur le village actuel de Les Attaques), devant l'autel de Saint-Benoist.

## Mariage et enfants
Son père Manassès la marie avec Henri, châtelain de Bourbourg, fils de Demar ou Themard, (famille de Bourbourg) qui fut assassiné le 2 mars 1127 avec Charles le Bon, comte de Flandre, dans l’église St-Donatien de Bruges pendant la messe du mercredi des Cendres.
Ils eurent pour enfant :
- Béatrix de Bourbourg, mariée sur les conseils d'Emma de Tancarville, à Albert ou Albéric Sanglier, seigneur anglais[1].

## Sources
- Medieval Lands Foundation

http://fmg.ac/Projects/MedLands/CONTENTS.htm
- L'art de vérifier les dates des faits historiques, des chartes, des chroniques et autres anciens … par Maur-François Dantine, Charles Clémencet, Saint-Allais (Nicolas Viton), Ursin Durand, François Clément
- André Du Chesne, Histoire généalogique des maisons de Guines, d'Ardres, de Gand et de Coucy, Paris, 1631, pp. 130-134, lire en ligne